# 鎌倉光機
鎌倉光機株式会社（かまくらこうき）は双眼鏡および望遠鏡を製造する日本のメーカーである。ニコン、キヤノン、ペンタックスなどの大手光学機器メーカーに製品をOEM供給（相手先ブランドによる供給）している。特に双眼鏡は日本国内のみならず、カール・ツァイス以外のほとんどの双眼鏡・望遠鏡メーカーにOEM供給しているため、双眼鏡業界では圧倒的な知名度を誇る。
自社ブランドによる販売は国内では一般には行なっておらず、台湾など一部地域においてKAMAKURA ブランドによる製品販売を行なっている．
近年はブシュネルなどの海外メーカーにレジャー用・ゴルフ用のレーザー測距計をOEM供給しており、売れ行きが好調である。